# Oronte
Pour les articles homonymes, voir Oronte (homonymie).
L'Oronte (en latin : Orontes ; en grec ancien : Ὀρόντης / Oróntēs) ou l'Assi (en arabe : العاصي / al-ʿāṣī, signifiant littéralement « le Rebelle », est un fleuve du Proche-Orient.
Il prend sa source au centre du Liban, traverse la Syrie occidentale et se jette dans la Méditerranée près du port de Samandağ, dans la région du Hatay, au sud-est de la Turquie (région revendiquée par la Syrie). Il est long de 571 km et son débit naturel (au nord de la plaine de la Bekaa) est de 420 millions m3·an-1 (1 100 millions m3·an-1 au niveau de son embouchure).

## Caractéristiques physiques

### Source
À vol d'oiseau, la source de l'Oronte est située à moins de 50 km de la mer Méditerranée, dont elle est séparée par le mont Liban (Qurnat as Sawda', 3 083 mètres). Elle se situe dans la région de Hermel, dans l'Anti-Liban, plateau désertique reliant la plaine de la Bekaa libanaise à la Syrie, dans lequel le fleuve Oronte a creusé un véritable canyon de 50  à   90 mètres de profondeur. La source elle-même se situe au Liban, à 660 mètres d'altitude.
La source de l'Oronte, appelée Aïn es Zarqa, est en fait l'émergence, dans le lit même d'une ancienne rivière asséchée, d'une puissante source artésienne. Ses eaux remontent, à la faveur d'une faille recoupant l'axe d'un synclinal, à travers les sédiments calcaires du plateau. La zone d'alimentation de la nappe phréatique se situe sur le mont Liban et l'eau provient donc de la fonte des neiges de ce dernier.

### Cours
Le cours de l'Oronte est long de presque 600 km (comparable au cours de la Garonne).
Une digue en Syrie retient les eaux de l'Oronte en amont de la ville de Homs, formant le lac de Homs.

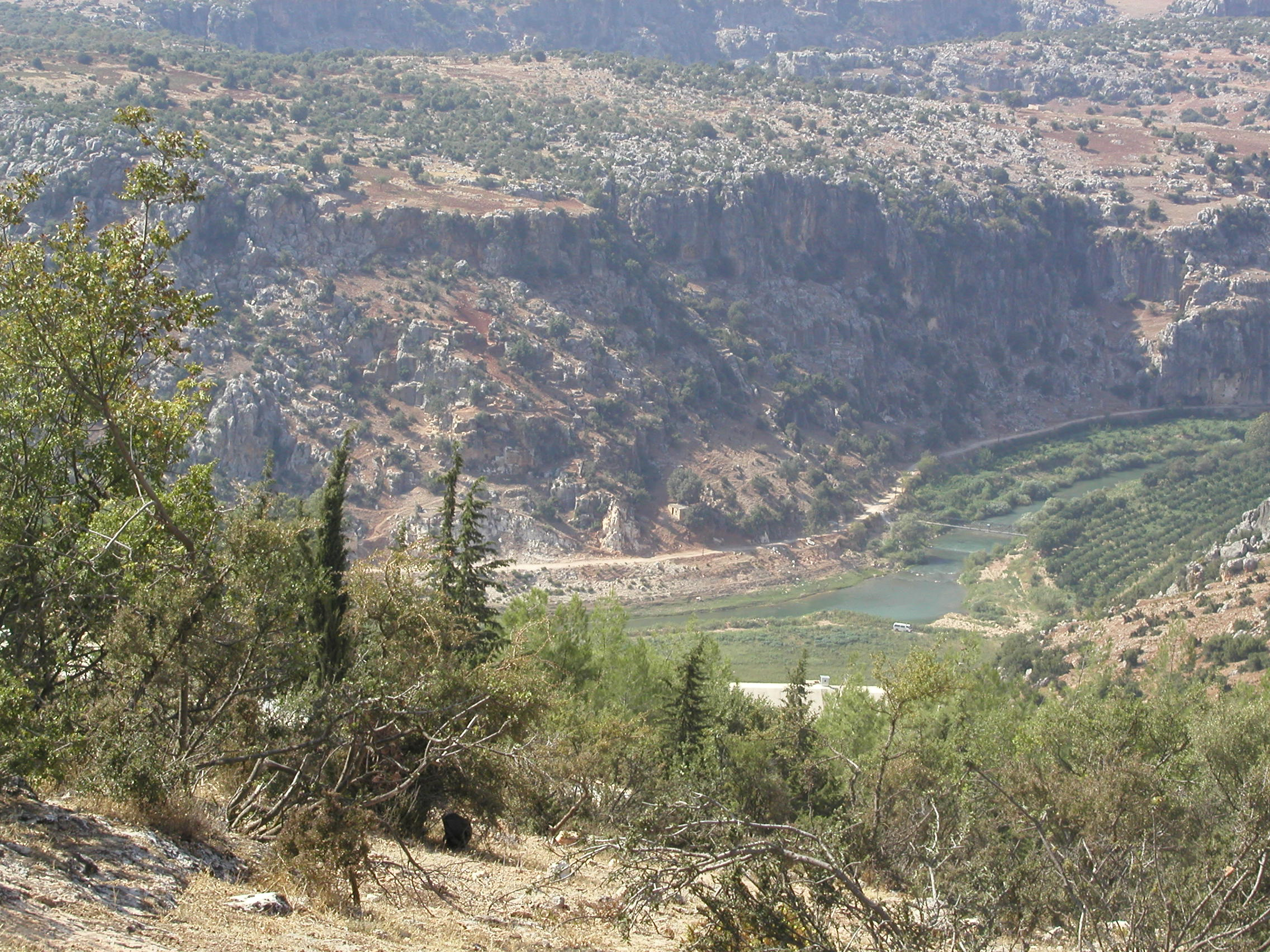
L'Oronte au pied des montagnes des Alaouites (Djébel Ansariyeh), dans le gouvernorat d'Idleb, près d'Aïn Azzaqa.

L'Oronte passe par une gorge fortement encastrée quasiment inaccessible juste après Hama.

### Débit
Dès sa naissance, la source de l'Oronte présente un débit puissant et régulier, de 12  à   15 m3·s-1, qui alimentera les nombreuses cultures de son cours supérieur (arbres fruitiers essentiellement, en particulier des noyers). Après avoir reçu les eaux de deux affluents, l'Afrin et le Karasu, au niveau du lac Amik en Turquie, le débit atteint 32 m3·s-1 à son embouchure sur la Méditerranée.

## Hydronymie
Le nom « Arantu » est attesté par des documents assyriens du IXe siècle av. J.-C.. Les attestations les plus anciennes du nom « Oronte » dans les œuvres grecques sont dues à Polybe (5.59.10), Diodore (26.19) et Strabon (6.2.9 et 16.2.7). Selon Strabon, le nom définitif d'Oronte lui aurait été attribué en souvenir d’un constructeur de pont.
Des colons gréco-macédoniens à Apamée semblent avoir donné le nom « Axios » au fleuve ou, du moins, à la partie de celui-ci qui s'écoulait devant Apamée.
Selon Prosper-Auguste Poulain de Bossay :

« D'une phrase de Malala on a conclu que l'Oronte avait autrefois porté le nom d'Ὀφίτης. Ce nom, pas plus que celui d'Ἀξιός, ne se trouve dans aucun auteur ancien ; et Pomponius Lætus qui l'a reproduit, n'a fait que copier Malala. Voici cette phrase que je ne puis me dispenser de mettre en entier sous les yeux du lecteur :
Τῆς δὲ Ἀσίας [διε]τάξατο κρατεῖν καὶ βασιλεύειν Ἀντίγ[ο]νον τὸν λεγόμενον Πολιορκητὴν, ἕως τῆς Κιλικίας καὶ τοῦ ∆ράκοντος ποταμοῦ τοῦ ν[υ]νὶ λεγομένου Ὀρόντου τοῦ διορίζοντος τὴν Κιλικία[ν] χώραν καὶ τὴν Συρίαν, ὅστις Τυφῶν καὶ Ὀφίτης καλεῖται.
« Asiæ vero Dominum constituerat Alexander Antigonum Poliorcetem dictum, usque ad Ciliciam et Draconem fluvium, qui Syriam à Cilicià dirimens, Orontes hodiè, olim vero Typhon et Ophites, dictus est. »
Voici maintenant comment je comprends ce passage de Malala : Alexandre avait donné à Antigone surnommé Poliorcète le gouvernement de l'Asie jusqu'à la Cilicie et au fleuve qui sépare la Cilicie de la Syrie, fleuve qui porte aujourd'hui le nom du dragon Oronte, et qui, autrefois, portait celui du serpent Typhon.
Je ne traduis pas littéralement la fin de la phrase, je le sais parfaitement ; mais je crois lui donner le véritable sens que l'auteur a dû lui attribuer. Qu'on le remarque bien ; Malala ne dit pas, et n'a pas pu dire, que le mot Δράχων était le nom du fleuve ; il dit au contraire que, de son temps, le fleuve du Dragon s'appelait Oronte, et qu'autrefois il était connu sous le nom de Typhon. Dragon n'est donc pas un nom propre ; c'est tout simplement une appellation dont l'auteur se sert pour rappeler l'origine du nom de l'Oronte. J'interprète de même le mot Ὀφίτης par rapport à Τυφῶν. »

Pour ce qui est du nom arabe, ainsi que l'a expliqué Mohamed al-Dbiyat, « d'aucuns disent [que le fleuve] a reçu cette appellation parce qu'au Proche-Orient, il est le seul fleuve à se diriger vers le nord » — « on le nommait aussi pour la même raison : « Al-Maqloub », ce qui signifie littéralement : « celui qui est à l'envers ». » Mais, d'après Mohamed al-Dbiyat, « d'autres invoquent les difficultés d'utilisation de ses eaux dans la traversée des plateaux de Homs et de Hama. »  Selon Getzel M. Cohen, le nom d'« Axios », et davantage que celui d'« Oronte », sous-tend le nom arabe du fleuve.

## Histoire humaine

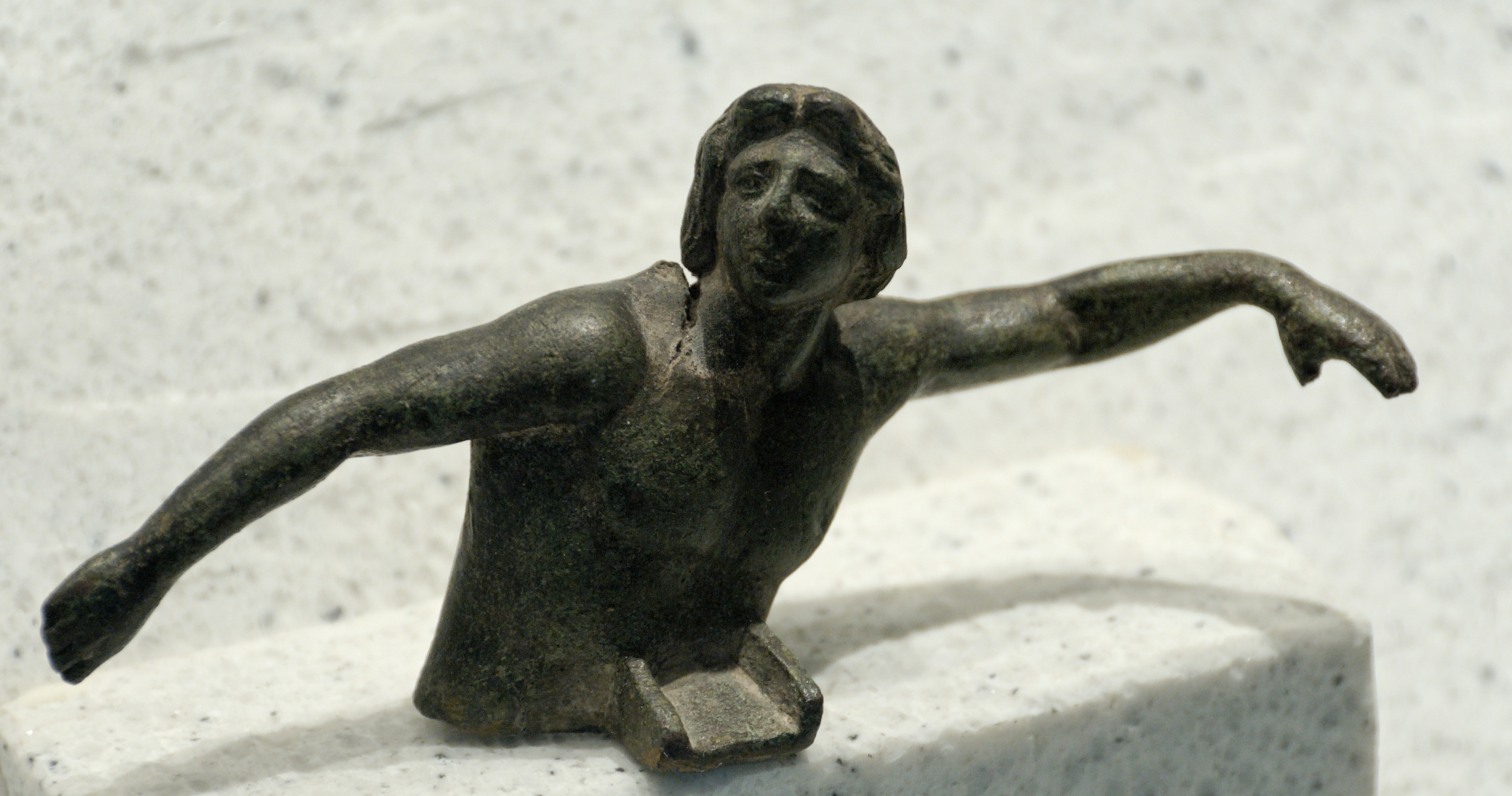
Nageur, personnification du fleuve Oronte. Bronze du IIe siècle (Musée du Louvre).

L'Oronte fut la principale rivière de la Syrie antique. L'Oronte jaillit entre les massifs du Liban et de l'Anti-Liban, à la hauteur d'Héliopolis (l'actuelle Baalbek). Les villes d'Émèse (Homs), Aréthuse (Rastane), Épiphanie (Hama), Larissa (Shaizar) et Antioche furent toutes arrosées par lui, et Séleucie de Piérie fut fondée à hauteur de son embouchure.
L'Oronte aurait été grâce à de nombreux travaux d'entretien de l'armée romaine, et contrairement à aujourd'hui, navigable entre son embouchure (Séleucie de Piérie) et Antioche durant l'Antiquité, comme l'attestent les écrits de Strabon, de Libanios et de Pausanias le Périégète.
Antiochos XI, roi séleucide, s'y noya en 90 av. J.-C..
Selon Henri Seyrig, « on ne voit guère que [ la digue du lac de Homs ] n'ait pu être construite pour autre chose que pour [ la ville de Homs et sa banlieue maraîchère ]. Du reste, ce coûteux ouvrage, haut de 5 mètres et long de 850 mètres, n'a évidemment été bâti que par une ville déjà riche et considérable. Or cette prospérité, Émèse (Homs) ne l'a connue que sous l'empire romain — c'est-à-dire justement à l'époque où semble pouvoir remonter l'appareil de la digue. »

## Mythologie
D'après Oppien, le dieu du fleuve Oronte, ayant un jour vu l'océanide Mélibée, tomba amoureux d'elle et, pour cette raison, arrêta ses eaux, provoquant une inondation.

## Contentieux hydropolitique
Comme pour les fleuves voisins, le Tigre, l'Euphrate ou le Jourdain, aucun des pays qu'il traverse n'a réussi à donner un statut juridique aux eaux de l'Oronte, engendrant ainsi tensions et affrontement dans une région marquée par le manque d'eau. Un accord a toutefois été signé entre la Syrie et le Liban (sous son contrôle) pour répartir les eaux de l'Oronte à hauteur de 90 % pour la Syrie et 10 % pour le Liban. Cet accord exclut la Turquie de ce partage car la propriété de la province turque du Hatay est contestée par la Syrie (voir l'article sur le sandjak d'Alexandrette). Le fleuve alimente stations de pompage et canaux d'irrigation surtout en Syrie : le débit moyen passe de 370 millions de m3 à la frontière syro-libanaise, à 170 millions à la frontière syro-turque.

## Évocations artistiques
Juvénal en fait un symbole de l'Orient dans une de ses Satires, qui dénonce les dérives du syncrétisme romain : in Tiberim defluxit Orontes, « L'Oronte s'est déversé dans le Tibre » (III, 62).
L'Oronte au temps des Croisades est décrit dans Un jardin sur l'Oronte, roman de Maurice Barrès paru en 1922 et adapté à l'opéra en 1932.
Molière a repris le nom trois fois : dans L'École des femmes où Oronte est le père d'Horace et un ami d'Arnolphe ; dans Le Misanthrope où il aime Célimène ; enfin dans Monsieur de Pourceaugnac où il est le père de Julie.